# Pöring Waldkolonie
Pöring Waldkolonie war ein Gemeindeteil der ehemaligen Gemeinde Pöring im bayerischen Landkreis Ebersberg.
Der Gemeindeteil lag östlich des Haltepunkts Baldham und nördlich der Bahnstrecke München–Rosenheim.

## Geschichte
Im Positionsblatt 694 aus dem Jahr 1927 erscheint der Ort noch nicht.
In den Volkszählungsdaten erscheint der Ort erstmals 1950 als noch nicht amtlich benannter Gemeindeteil von Pöring mit 75 Einwohnern und 12 Wohngebäuden. Bei der Volkszählung 1961 hatte die Kolonie 172 Einwohner und 35 Wohngebäude. Bei der nächsten Volkszählung 1970 hatte der Ort 233 Einwohner.
Zum 1. Mai 1978 wurde die damalige Gemeinde Pöring aufgelöst und deren Gemeindeteil Pöring Waldkolonie in die Gemeinde Parsdorf eingegliedert, die am 2. Mai 1978 in Gemeinde Vaterstetten umbenannt wurde.
In den Daten der Volkszählung von 1987 wird der Ort nicht mehr als Gemeindeteil von Vaterstetten geführt. Heute wird die Siedlung dem Gemeindeteil Baldham zugerechnet.